# Lieja-Bastoña-Lieja 2001
La Lieja-Bastoña-Lieja 2001 fue la 87.ª edición de la clásica ciclista. La carrera se disputó el 22 de abril de 2001, sobre un recorrido de 258 km, y era la cuarta Prueba de la Copa del Mundo de Ciclismo de 2001. El suizo Oscar Camenzind (Lampre-Daikin) fue el ganador por delante del italiano Davide Rebellin (Liquigas-Pata), y del español David Etxebarria (Euskaltel-Euskadi)

## Clasificación final
|    | Ciclista             | Equipo            | Tiempo     |
| -- | -------------------- | ----------------- | ---------- |
| 1  | Oscar Camenzind      | Lampre-Daikin     | 6h 42' 38" |
| 2  | Davide Rebellin      | Liquigas-Pata     | m. t.      |
| 3  | David Etxebarria     | Euskaltel-Euskadi | m. t.      |
| 4  | Francesco Casagrande | Fassa Bortolo     | m. t.      |
| 5  | Michael Boogerd      | Rabobank          | m. t.      |
| 6  | Raimondas Rumšas     | Lampre-Daikin     | + 25"      |
| 7  | Marcos Serrano       | ONCE-Eroski       | m. t.      |
| 8  | Erik Dekker          | Rabobank          | m. t.      |
| 9  | Markus Zberg         | Rabobank          | m. t.      |
| 10 | Beat Zberg           | Rabobank          | m. t.      |